# CrimethInc.

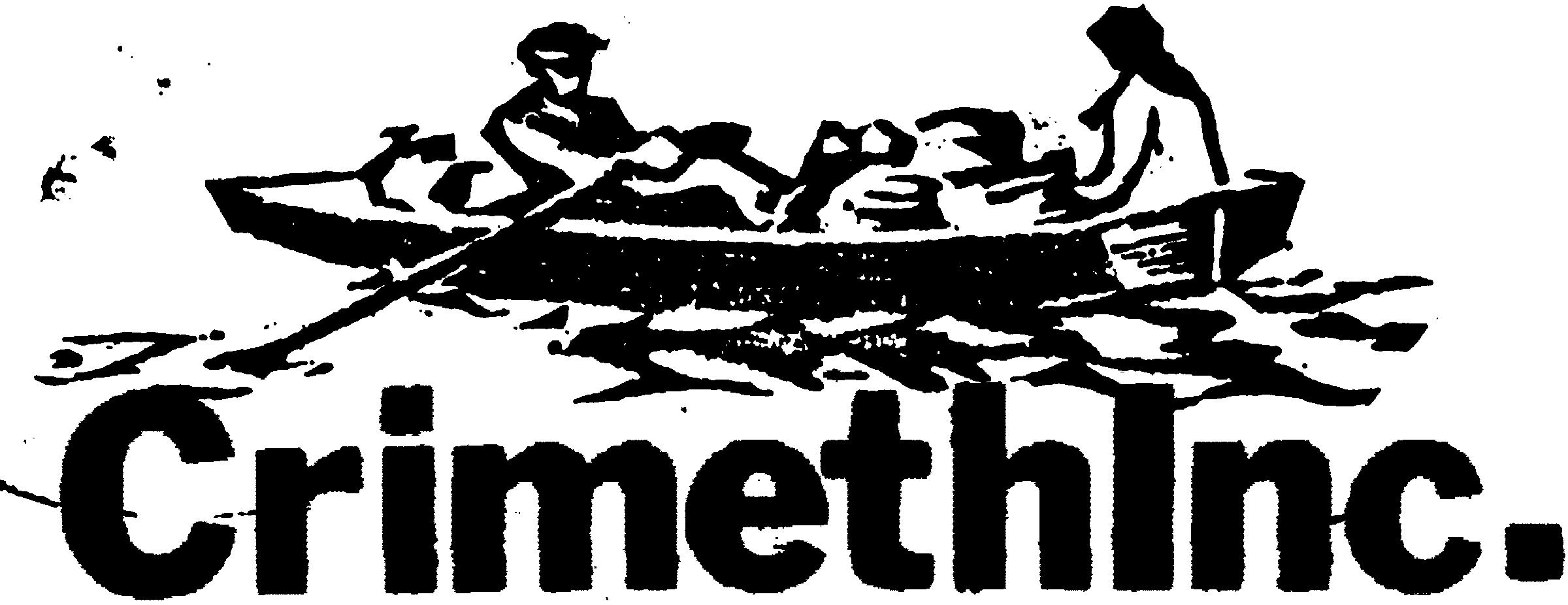
Bote diseñado por el colectivo Crimethinc.

CrimethInc., también conocido por otros nombres como CWC ("CrimethInc. ex-Workers' Collective", en español CrimethInc. Colectivo de Ex trabajadores) o solo Crimethinc, es una organización o red anarquista postizquierda compuesta por varias células autónomas (grupos de afinidad). Surgido en 1996, CrimethInc. son antiautoritarios, con perspectivas críticas hacia la cultura, la política, la forma de vida, el trabajo y propuestas disidentes de vivir la vida.
Estaba en un principio asociado a la escena anarcopunk estadounidense, más desde ese tiempo su visión se ha expandido muy cerca de todas las áreas de los actuales movimientos altermundistas y en contra de la democracia representativa, favoreciendo la acción comunitaria radical. El nombre del grupo hace referencia al crimethink (crimental, o crimen de pensamiento) de la novela 1984, de George Orwell.
CrimethInc. como una organización descentralizada formada por varias células representa una variedad de visiones políticas. Cualquiera puede publicar bajo su nombre o hacer un afiche usando el logo. Cada integrante o grupo de integrantes opera de forma autónoma. Así como la tradicional oposición anarquista al Estado, varios de los grupos que lo forman han abogado por el estilo de vida straight edge.

## Filosofía
El crimen del pensamiento no es ninguna ideología, no es un sistema de valores o estilo de vida, sino más bien una forma de desafiar a todas las ideologías, todos los sistemas de valores y estilos de vida – y, para los agentes de vanguardia, una manera de practicar todas las ideologías, los sistemas de valores y estilos de vida difíciles.
—Crimethinc.com

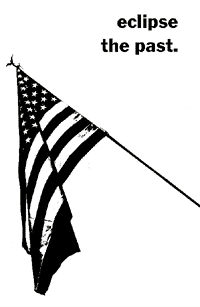
"Eclipsa el pasado", imagen de la portada interior del libro Days of War, Nights of Love (2001).

CrimethInc es una asociación informal que representa una variedad de puntos de vista políticos. El FAQ CrimethInc. afirma que "no tiene plataforma o ideología, a menos que se generalizarse a partir de las similitudes entre las creencias y las metas de los individuos que deciden participar, y que están en constante flujo”. CrimethInc. es un código anónimo, un medio de construcción de redes dinámicas de apoyo y comunicación dentro del movimiento anarquista. Cualquiera puede publicar bajo el nombre o hacer un afiche usando el logo. Cada integrante o grupo de integrantes opera de forma autónoma. Y así como la oposición anarquista tradicional al Estado y el Capitalismo, sus agentes tienden a abogar por el estilo de vida straight edge, la superación total de los roles de género, la insurrección violenta contra el Estado y el rechazo al trabajo asalariado.
CrimethInc. está influenciado por la Internacional Situacionista, y ha sido descrita por el académico Martín Puche como "herederos de la política de vanguardia". El situacionista Ken Knabb ha criticado a CrimethInc. por presentar en su manifiesto “Días de guerra, Noches de amor” historias simplistas y, en algunos casos, falsas, así como la mitificación de sí mismos como "un extremo de la subversión internacional". Por su parte, los autores del libro criticaron la “exclusión anti-subjetiva” y la naturaleza de la historia como un “objeto paralizante”, abogando en su lugar por un mito no supersticioso. El colectivo ha expresado una estridente postura anti-derechos de autor y de promoción de la apropiación de los textos e ideas de los demás, que ha atraído las críticas de académicos filósofo George Ross MacDonald como una aprobación del plagio.
Los participantes activos de CrimethInc. lo caracterizan como un modo de pensar y una forma de vida en primer lugar, más que como una organización en sí. Su principal objetivo es inspirar a la gente a tomar el control más activo de su propia vida, convirtiéndose en productores de la cultura y la historia en lugar de consumidores pasivos hasta conseguir eliminar las desigualdades y las tiranías en la sociedad.
El nombre "CrimethInc." es en sí mismo una sátira de autocrítica sobre la hipocresía de la propaganda revolucionaria y una referencia directa al concepto de "pensamiento" desarrollado en 1984, de George Orwell.

## Recepción entre los activistas

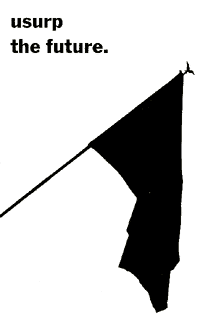
"Usurpa el futuro", imagen de la contraportada interior del Days of War, Nights of Love con el símbolo de la bandera negra anarquista.

Desde su creación a mediados de la década de 1990, las actividades CrimethInc. y, en particular, su filosofía ha sido objeto de controversia entre los anarquistas. El antropólogo anarquista David Graeber y Andrej Grubacic elogiaron el colectivo en 2004 como “el mayor propagandista del anarquismo americano contemporáneo”. Tras el lanzamiento del tercer libro CrimethInc., Expect Resistance (2007), Chuck Munson identificó al grupo como “uno de los proyectos anarquistas más importantes en América del Norte durante la última década”, afirmando que en sus actividades el colectivo ha fijado el estándar para "publicar, organizar, instigar, y el activismo".

CrimethInc comienza con el nombre de marca, y termina con la comercialización implacable de productos "radicales" en su página web. En medio están... el individualismo, el egoísmo y una incipiente ideología rebelde que evita el trabajo, la organización política y lucha de clases. En un mundo en guerra que enfrenta una crisis terminal, la trascendental filosofía CrimethInc y su ligereza ahistórica es una forma de masturbación intelectual. Ajenos a la vida cotidiana que les rodea, el estilo de vida CrimethInc es una forma de exilio autoimpuesto por su propia sociedad.

—Ryan, Ramor, Days of Crime, Nights of Horror, Perspectives on Anarchist Theory (2004)

El infoshop Red Emma ha afirmado que, independientemente de la política del grupo, “hay que darles crédito por ayudar a revitalizar dos tradiciones muy vitales de la escritura radical: por un lado, han hecho lo suficiente para acabar con los tabúes y restricciones, manifestando una polémica prosa digna del orgullo de Guy Debord; por otro lado también han producido impresionantes relatos personales sobre la vida libre en vagones de tren y los márgenes del capitalismo tardío”.

## Publicaciones

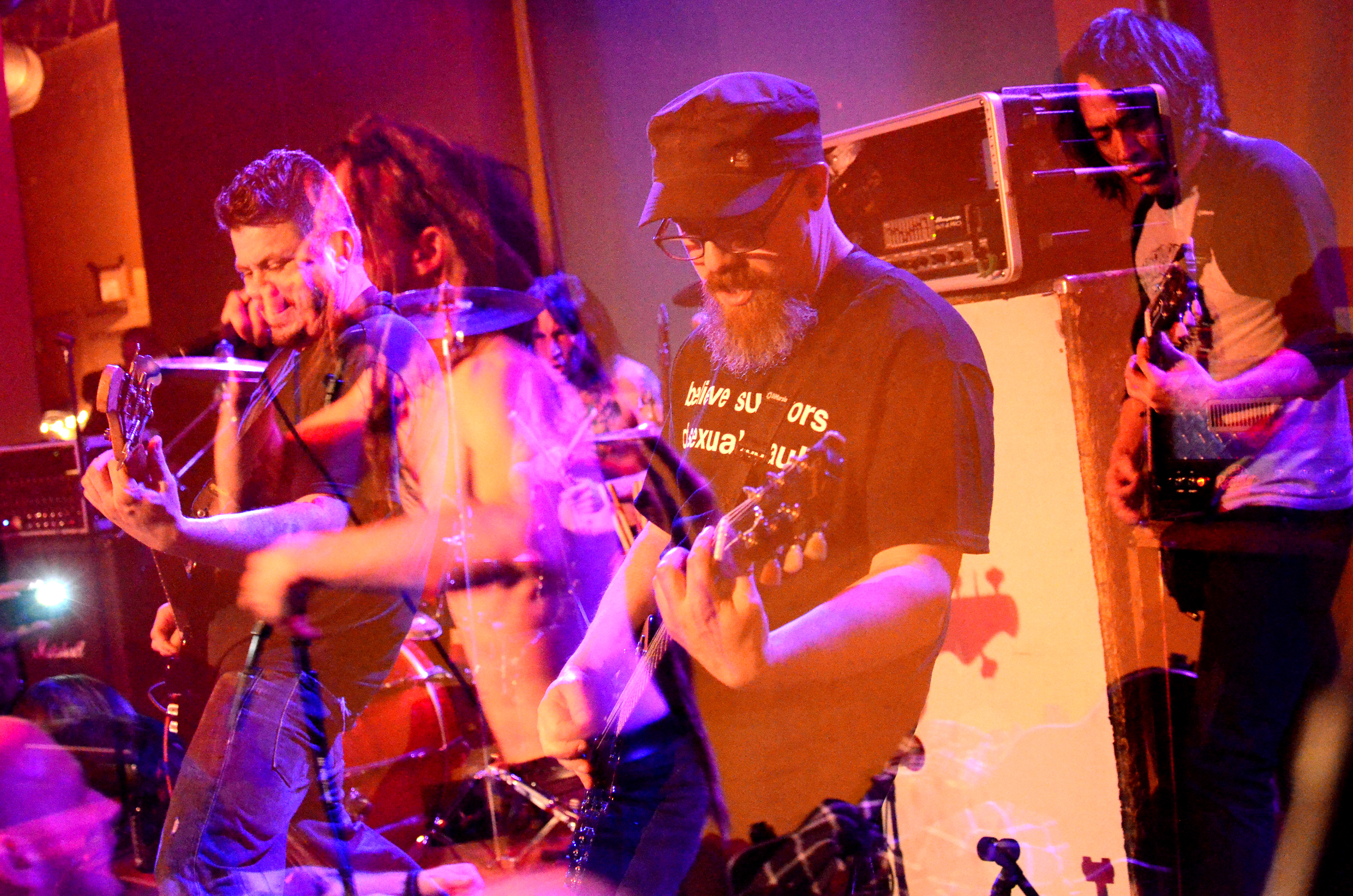
Catharsis en vivo, 2013

Algunas de las células de CrimethInc han publicado folletos y libros. Entre sus más conocidas publicaciones están los libros Days of War, Nights of Love, Evasión, Recipes for Disaster: An Anarchist Cookbook, Anarquía en la edad de los dinosaurios, el panfleto Fighting for Our Lives (del cual hasta la fecha, se han impreso unas 500 000 copias), y el fanzine de hardcore punk político Inside Front. Además, han lanzado la música de varios grupos de anarcopunk, antifolk y hardcore punk, de las cuales la más notoria es la banda Catharsis. 
El grupo también está conectado con otros colectivos y organizaciones que comparten ideas a fines. En castellano, "Guerrilla Latina Crimethinc." está dirigida a la península ibérica y América Latina.

## Traducciones
Durante la última década, los textos CrimethInc. han aparecido en más de dos docenas de lenguas, tanto traducciones como textos originales, entre ellas: sueco, noruego, esloveno, serbo-croata, eslovaco, lituano, vasco, chino mandarín o esperanto.
En la actualidad, a raíz de una publicación en el blog de Crimethinc.com se está preparando una página Wiki con traducciones (parciales / finalizadas) de Crimethinc. en diversas lenguas alrededor del mundo. En ella se incluirán las traducciones al castellano realizadas por GLC para el Heraldo (Harbinger #1), las que más recientemente se publicaron por el proyecto Lenguas Nómades (Fighting our Lives, Direct Action) y se presume que también el mítico Días de guerra, Noches de amor (Days of War, Nights of Love).
En Brasil, Protopia está traduciendo libros de CrimethInc. en portugués. Ya han traducido "Días de guerra, Noches de amor" y "Esperar la resistencia", y además se encuentran a mitad de camino a través de "Recetas para el Desastre". Todos los textos están disponibles en el sitio web Protopia, y pronto se imprimirá Días de guerra, Noches de amor a través de una editorial anarquista local, Deriva. Muchos de los textos de los propios agentes Protopia y otros están disponibles en su página web también.